# Mycetophila paraonasi
Mycetophila paraonasi är en tvåvingeart som beskrevs av Duret 1980. Mycetophila paraonasi ingår i släktet Mycetophila och familjen svampmyggor. Inga underarter finns listade i Catalogue of Life.